# Patchwork Gangsta
Patchwork Gangsta ist eine deutsche Dramedy, die vom SWR für funk produziert wurde und seit 2019 auf YouTube erreichbar ist.

## Handlung
Der Straßenrapper Amir hat Schulden beim arabischen Clan-Oberhaupt Yassin Khalel, der ihn deswegen bedroht. Einen Ausweg sieht Amir in einem Bankraub, bei dem er auf den Bankangestellten Franz Bonz trifft, der aus seinem spießigen Leben ausbrechen möchte und den Banküberfall als Chance sieht. Er erpresst Amir mit dem Überfall und wird durch Zufall sein Manager. Allerdings hat Bonz keine Ahnung von Rap und Musik, doch dank seines Talents, Menschen für sich zu gewinnen, schafft er es aus Amir einen erfolgreichen Musiker zu machen. Im Laufe der Serie geraten die beiden immer weiter in ein Spannungsfeld zwischen Clan-Rivalitäten und spießigem Familienleben.

## Produktion

### Entwicklung
Die Idee und das Drehbuch stammen von Christian Karsch. Er führte zusammen mit Regisseur Eric Dean Hordes auch Regie.

### Dreharbeiten
Die erste Staffel der Serie wurde ab Juli 2018 in Baden-Baden und Umgebung gedreht.

### Synchronisation
Einige Schauspieler wurden nachträglich synchronisiert. Marianne Groß leiht Vera Göpfert wie in einigen Hordes Produktionen zuvor auch hier ihre Stimme. Gary Mason wird dagegen von Simon Gosejohann gesprochen. Lukas Karlsch synchronisiert neben seiner Rolle noch verschiedene Kleindarsteller in den Disko-Szenen. Für die Rolle der Frau Bischler auf der Geburtstagsparty wurden Synchronaufnahmen der verstorbenen Sprecherin Gisela Fritsch aus dem Film Der Gründer wiederverwendet.

### Veröffentlichung
Die ersten drei Folgen der Serie wurden am 19. März 2019 auf YouTube veröffentlicht. Weitere Folgen wurden im Wochenrhythmus veröffentlicht. Im Rahmen der Vermarktung von Patchwork Gangsta legten die Regisseure Hordes und Karsch den Schauspieler Simon Gosejohann für die Sendung Verstehen Sie Spaß? als Lockvögel herein.

### Easter Eggs
- Verschiedene Lacher des Synchronsprechers Eberhard Prüter aus dem Film Der Gründer sind in jeder Folge im Hintergrund zu hören.
- Helmut Krauss verkörpert einen Polizisten namens Hornbacher. Den gleichen Namen trägt Krauss’ Figur im Film Der Gründer. Um den Gag zu unterstreichen, ertönt die Gründer-Melodie bei Hornbachers Erscheinen an der Tür in Folge 1.
- Der Tag-Nacht-Effekt der Friedhofsszene in Folge 1, in der Franz Bonz die vierte Wand durchbricht, entstand zufällig. Die gleiche Szene wurde zweimal gedreht: Einmal bei Tag, einmal bei Dunkelheit.
- Die dicke Frau Hummel in Folge 2 wird von Daniela Fehrenbach dargestellt, die in mehreren Folgen von Family Stories die sahnesüchtige Sahne-Dany spielt. Verschiedene Anspielungen auf ihre Lust nach Sahne werden mehrfach von Franz Bonz geäußert.
- Die Zahl 13 zieht sich durch die ganze Serie. Familie Bonz wohnt in Haus Nr. 13, genauso wie Amir. Auch wird die Zahl häufig von Franz Bonz erwähnt.
- Max Bonz zockt in Folge 4 das Browser-Ballett-Videogame Bundesfighter II Turbo.
- In Folge 5 erwähnt der Bankangestellte Fonzi, dass er sich manchmal wie ein Schwamm fühlen würde. Sein Darsteller Santiago Ziesmer ist der deutsche Synchronsprecher der Zeichentrickfigur Spongebob Schwammkopf.
- In Folge 7 schwebt eine Fliegende Untertasse am Abendhimmel.

## Besetzung
| Darsteller          | Rolle                | Folgen    | Jahr |
| ------------------- | -------------------- | --------- | ---- |
| Stefan Mocker       | Franz Bonz           | 1.01–1.10 | 2019 |
| Haben Tesfai        | Amir Abbas           | 1.01–1.10 | 2019 |
| Neil Malik Abdullah | Yassin Khalel        | 1.01–1.10 | 2019 |
| Katy Karrenbauer    | Roksana Drakova      | 1.01–1.10 | 2019 |
| Anne Apitzsch       | Kathrin Bonz         | 1.01–1.10 | 2019 |
| Lukas Karlsch       | Max Bonz             | 1.01–1.10 | 2019 |
| George Liratsis     | Aladin Khalel        | 1.01–1.10 | 2019 |
| Karen Markwardt     | Silke Schmidt        | 1.01–1.10 | 2019 |
| Tom Barcal          | Igor Drakov          | 1.01–1.10 | 2019 |
| Mascha von Rascha   | Mascha               | 1.01–1.10 | 2019 |
| Santiago Ziesmer    | Fonzi                | 1.01–1.10 | 2019 |
| Uwe Karpa           | Schanz               | 1.01–1.10 | 2019 |
| Julian David        | Šaban Drakov         | 1.01–1.10 | 2019 |
| Nadir Sisman        | Dzoni                | 1.01–1.10 | 2019 |
| Simon Gosejohann    | J.B.                 | 1.01–1.10 | 2019 |
| Helmut Krauss †     | Kommissar Hornbacher | 1.01–1.10 | 2019 |
| Billie Zöckler †    | Frau Unnick          | 1.01–1.10 | 2019 |
| Manuel Andrack      | Waffendealer         | 1.01–1.10 | 2019 |
| Cr7z                | Drogendealer         | 1.10–1.10 | 2019 |

## Episodenliste

### Staffel 1
| Nr. | Originaltitel           | Erstausstrahlung | Regie                              | Drehbuch         |
| --- | ----------------------- | ---------------- | ---------------------------------- | ---------------- |
| 1   | Befleckt                | 19. März 2019    | Eric Dean Hordes, Christian Karsch | Christian Karsch |
| 2   | Der Pakt mit dem Seytan | 19. März 2019    | Eric Dean Hordes, Christian Karsch | Christian Karsch |
| 3   | Drogen-Drohnen-Deal     | 19. März 2019    | Eric Dean Hordes, Christian Karsch | Christian Karsch |
| 4   | Rücken                  | 26. März 2019    | Eric Dean Hordes, Christian Karsch | Christian Karsch |
| 5   | Label & Clanrivalitäten | 2. Apr. 2019     | Eric Dean Hordes, Christian Karsch | Christian Karsch |
| 6   | Waffen-Marketing        | 9. Apr. 2019     | Eric Dean Hordes, Christian Karsch | Christian Karsch |
| 7   | Getrennte Wege          | 16. Apr. 2019    | Eric Dean Hordes, Christian Karsch | Christian Karsch |
| 8   | Dimitri Out             | 23. Apr. 2019    | Eric Dean Hordes, Christian Karsch | Christian Karsch |
| 9   | Judaslohn               | 30. Apr. 2019    | Eric Dean Hordes, Christian Karsch | Christian Karsch |
| 10  | Blutzoll                | 30. Apr. 2019    | Eric Dean Hordes, Christian Karsch | Christian Karsch |